# Listen (film fra 2014)
|  | Denne artikel er oprettet af botten PalnaBot ud fra en ekstern database. Den kan derfor have sproglige fejl eller mangler. Denne skabelon kan fjernes efter kontrol af indholdet. |

 For alternative betydninger, se Listen. (Se også artikler, som begynder med Listen)
Listen er en kortfilm fra 2014 instrueret af Hamy Ramezan, Rungano Nyoni efter manuskript af Hamy Ramezan, Rungano Nyoni.

## Handling
En politistation i København. En kvinde iklædt burka, er sammen med sin 10-årige søn kommet for at anmelde sin mand for vold. Men den kvindelige tolk oversætter kun modvilligt hvad kvinden siger, og situationen bliver efterhånden mere og mere intens.